# فريق العمل المعني بالسكان الأصليين
فريق العمل المعني بالسكان الأصليين، كان هيئة فرعية داخل هيكل الأمم المتحدة. تأسس في عام 1982 وكان واحدا من ستة فرق عاملة تشرف عليها اللجنة الفرعية لتعزيز وحماية حقوق الإنسان وهي الهيئة الفرعية الرئيسية للجنة حقوق الإنسان التابعة للأمم المتحدة (المنحلة عام 2006).
كان لفريق العمل الصلاحيات التالية:
- استعراض التطورات المتعلقة بتعزيز وحماية حقوق الإنسان والحريات الأساسية للشعوب الأصلية؛
- إيلاء الاهتمام لتطور المعايير الدولية المتعلقة بحقوق السكان الأصليين.

بعد إنشاء مجلس حقوق الإنسان التابع للأمم المتحدة، أصبح دور الفريق العامل، الذي كان بمثابة بنية فرعية للجنة الأمم المتحدة لحقوق الإنسان التي تم حلها، قيد المراجعة. ورأت بعض الحكومات أن الفريق العامل كرر عمل منتدى الأمم المتحدة الدائم المعني بقضايا الشعوب الأصلية ولذلك ينبغي إيقافه، بينما أشارت الشعوب الأصلية والمنظمات غير الحكومية إلى أن المنتدى ليس هيئة لحقوق الإنسان وأن الفريق العامل هو الهيئة الوحيدة داخل منظومة الأمم المتحدة الذي يتعامل على وجه التحديد مع وضع المعايير المتعلقة بحقوق الإنسان للشعوب الأصلية.
وفي نهاية المطاف، تم إيقاف فريق العمل واستبداله بآلية الخبراء المعنية بحقوق الشعوب الأصلية، التي عقدت دورتها الأولى في جنيف في الفترة من 29 أيلول/سبتمبر إلى 3 تشرين الأول/أكتوبر 2008.

## روابط خارجية
- نسخة مؤرشفة من الصفحة الرئيسية لمجموعة العمل
- آلية الخبراء المعنية بحقوق الشعوب الأصلية، التي خلفت الفريق العامل
- منتدى الأمم المتحدة الدائم المعني بقضايا الشعوب الأصلية (UNPFII)